# Мавзолей в селении Карабаглар
Мавзолей в селении Карабаглар (азерб. Qarabağlar türbəsi) — мавзолей, расположенный в селении Карабаглар Кенгерлинского района Азербайджана, в 30 км к северо-западу от Нахичевани.
Построенный в первой половине XIV века, частично разрушен. Имеет форму цилиндра с двенадцатью полукруглыми гранями. Высота башни, имеющей внутри форму круга, составляет 30 м. На расстоянии 30 м к западу от мавзолея расположены два минарета, имеющие в нижней части в основании форму квадрата. Минареты ансамбля принадлежат XII веку.
Мавзолейный комплекс в селении Карабаглар 30 сентября 1998 года был внесен в предварительный список ЮНЕСКО.

## Архитектурные особенности
Карабагларский мавзолей состоит из двух частей: подземной усыпальницы и наземного мемориального строения, которое отражает основные черты мавзолеев башенного типа и представляет собой цилиндр с 12 полуцилиндрическими гранями, стоящий на каменном наземном основании. Эти полуцилинрические грани важны с инженерной точки зрения — они не только придают строению вид крепости, но и уменьшают его объём. Композиционную особенность строения составляют четыре портала, ориентированные по сторонам света и имеющие каждый по входу.
Все внешние стены покрыты полосами из мелкого глазурованного бирюзового кирпича, которые образуют на общем красноватом фоне большие квадраты. Внутри каждого квадрата такими же бирюзовыми кирпичами выделены куфической надписью слова «аллах» и «бисмиллах» (араб. — «именем Аллаха»), так что слово «Аллах» по всей поверхности здания повторяется более 200 раз.
Упомянутые выше два минарета находятся в 30 м от мавзолея и имеют высоту до 17 м. Нижняя часть обоих минаретов имеет квадратную в плане форму, а внешние стены покрыты украшениями из бирюзового глазурованного кирпича. Оба минарета имеют внутри винтовые лестницы.